# Nimloth
Nimloth (traducido como «capullo blanco» o «flor pálida» del sindarin) es un personaje ficticio que forma parte del legendarium creado por el escritor británico J. R. R. Tolkien y que aparece en su novela póstuma El Silmarillion. Es una elfa del linaje de los Sindar, esposa de Dior y madre de Elurín, Eluréd y Elwing.

## Familia
Según lo publicado en La historia de Galadriel y Celeborn, Nimloth sería hija de Galathil, hermano de Celeborn, y, por tanto, sobrina de éste. Ambos serían hijos de Galadhon y nietos de Elmo, hermano de Elwë y Olwë.
Otra versión de la historia publicada en La Guerra de la Cólera, nos descubre a Nimloth como hermana de Celeborn, aunque según la opinión del propio Christopher Tolkien, la intención final de su padre era la de que Nimloth fuera sobrina de Celeborn:

Es evidente, por los toscos escritos a lápiz de mi padre que hay en esa página, que mi padre no lo tenía claro en absoluto, y parece que lo último que pensó fue que Nimloth era sobrina de Celeborn.

Christopher Tolkien sólo mencionó su parentesco con Celeborn a la hora de editar El Silmarillion de su padre. Es la esposa de Dior, hijo único de Beren y Lúthien y rey de Doriath en los años anteriores a su destrucción. Con él concibió a tres hijos: los gemelos Elurín y Eluréd, y Elwing.
|        |        |        |        | Dior   | Dior   | Dior | Dior | Dior   | Dior   |        |        | Nimloth | Nimloth | Nimloth | Nimloth | Nimloth | Nimloth |        |        |        |        |  |  |          |          |          |          |          |          |        |        |
|        |        |        |        | Dior   | Dior   | Dior | Dior | Dior   | Dior   |        |        | Nimloth | Nimloth | Nimloth | Nimloth | Nimloth | Nimloth |        |        |        |        |  |  |          |          |          |          |          |          |        |        |
|        |        |        |        |        |        |      |      |        |        |        |        |         |         |         |         |         |         |        |        |        |        |  |  |          |          |          |          |          |          |        |        |
|        |        |        |        |        |        |      |      |        |        |        |        |         |         |         |         |         |         |        |        |        |        |  |  |          |          |          |          |          |          |        |        |
| Elurín | Elurín | Elurín | Elurín | Elurín | Elurín |      |      | Eluréd | Eluréd | Eluréd | Eluréd | Eluréd  | Eluréd  |         |         | Elwing  | Elwing  | Elwing | Elwing | Elwing | Elwing |  |  | Eärendil | Eärendil | Eärendil | Eärendil | Eärendil | Eärendil |        |        |
| Elurín | Elurín | Elurín | Elurín | Elurín | Elurín |      |      | Eluréd | Eluréd | Eluréd | Eluréd | Eluréd  | Eluréd  |         |         | Elwing  | Elwing  | Elwing | Elwing | Elwing | Elwing |  |  | Eärendil | Eärendil | Eärendil | Eärendil | Eärendil | Eärendil |        |        |
|        |        |        |        |        |        |      |      |        |        |        |        |         |         |         |         |         |         |        |        |        |        |  |  |          |          |          |          |          |          |        |        |
|        |        |        |        |        |        |      |      |        |        |        |        |         |         |         |         |         |         |        |        |        |        |  |  |          |          |          |          |          |          |        |        |
|        |        |        |        |        |        |      |      |        |        |        |        |         |         |         |         | Elros   | Elros   | Elros  | Elros  | Elros  | Elros  |  |  |          |          | Elrond   | Elrond   | Elrond   | Elrond   | Elrond | Elrond |

## Historia ficticia
En el año de la Primera Edad del Sol nació su primera y única hija, Elwing («rocío de estrellas»), a la que llamaron así por la luz de las estrellas que resplandecía en el rocío de la cascada de Lanthir Lamath, junto a la casa de la pareja, la noche de su nacimiento. Poco tiempo después, Nimloth, Dior y sus hijos dejaron Lantnir Lamatn y se trasladaron al reino y bosque de Doriath, donde el segundo ocupó el trono de su fallecido abuelo, Thingol, y comenzó a llevar el Silmaril abiertamente. Cuando esta noticia llegó a los oídos de los hijos de Fëanor, éstos reclamaron la joya que tiempo atrás había creado su padre y Dior se negó a devolverla, provocando así el ataque de los feänorianos a las estancias de Menegroth. Nimloth murió durante la que fue llamada la Segunda matanza de elfos por elfos, donde también murió su esposo y sus jóvenes hijos varones fueron apresados y abandonados en el bosque para que murieran de hambre. Su hija Elwing, no obstante, escapó con el Silmaril y los supervivientes de su pueblo hasta las costas de la Tierra Media.

## Creación y desarrollo
J. R. R. Tolkien creó a Nimloth en los años 1950, cuando retomó la composición de El Silmarillion una vez finalizada la novela El Señor de los Anillos. Antes de comenzar una continuación para Los hijos de Húrin, a la que llamó «Los vagabundeos de Húrin» y que fue publicada por su hijo Christopher en La Guerra de las Joyas, realizó varias sinopsis analíticas del argumento que incluían pasajes de la citada historia y hechos ocurridos durante ella. En una de estas sinopsis, J. R. R. Tolkien mencionó por primera a la esposa de Dior y su matrimonio en el año 497 de la Primera Edad del Sol; no obstante, en esta primera versión del personaje, su nombre era Lindis y procedía de la región de Ossiriand.
En una cronología que llevaba desarrollando desde antes de la publicación de El Señor de los Anillos, «La cuenta de los años», J. R. R. Tolkien incluyó también la mención a la boda de Dior y Lindis en el año ya citado y añadió al personaje en el grupo de supervivientes que huyen de Doriath durante su destrucción y llegan a los puertos del río Sirion. En una nota aislada escrita en el reverso de una página cuyo contenido trata sobre el Yelmo Dragón, Nimloth recibió por primera y única vez el nombre de Elulin.
Christopher Tolkien adoptó para el personaje el nombre de Nimloth a la hora de editar El Silmarillion debido a su aparición en unas genealogías de los elfos datadas de diciembre de 1959. En ellas, aparte de como esposa de Dior, Nimloth aparece como hija de Galaðon y hermana de Celeborn y de Galathil, aunque también como hija de este último; Christopher dedujo por esta confusión y por los toscos escritos a lápiz de su padre, que éste no tenía del todo claro el parentesto de Nimloth, pero que su última idea fue emparentarla con Galathil como padre.